# Golden Basket
Golden Basket es un videojuego de simulación de baloncesto. Fue desarrollado por Comix para Opera Soft, que lo publicó dentro de su sello Opera Sport. Está disponible para Amstrad CPC, Spectrum, MSX y PC.

## El juego
El juego simula un partido de baloncesto con cinco jugadores por equipo visto con una perspectiva lateral. Asimismo dispone de 9 niveles de dificultad diferentes.